# Каспарс Саулієтіс
Каспарс Саулієтіс (латис. Kaspars Saulietis; нар. 12 червня 1987, Рига) — латвійський хокеїст, нападник. У складі збірної команди Латвії, учасник чотирьох чемпіонатів світу.

## Спортивна кар'єра
Професійну хокейну кар'єру розпочав 2004 року. Захищав кольори команд з Латвії, Білорусі, Чехії, України, Росії і Словаччини: СК «Рига 20», «Рига 2000», «Металург» (Жлобин), «Динамо» (Мінськ), «Шахтар» (Солігорськ), «Бензіна» (Литвинов), ГПК (Гямеенлінна), «Німан» (Гродно), «Сокіл» (Київ), «Юність» (Мінськ), «Юніор» (Мінськ), «Торос» (Нефтекамськ), «Динамо» (Рига), «Нове Замки», «Мого» (Рига). У Північній Америці грав за «Дес Мойнес Бакканіарс» (Хокейна ліга США), «Келовна Рокетс» і «Реджайна Петс» (обидві — Західна хокейна ліга).
У складі юнацької збірної Латвії грав на двох чемпіонатах світу (2004, 2005), з молодіжною — на трьох (2005, 2006, 2007). За національну команду почав виступати у сезоні 2005/2006, учасник чотирьох чемпіонатів світу (2010, 2011, 2012, 2015). Всього за національну збірну латвії провів 63 матчі (13+6), у тому числі на світових першостях — 23 (3+2).

## Досягнення
- Чемпіон Латвії (1): 2006

## Статистика
Сумарна статистика виступів у провідних лігах національних чемпіонатів:
| Ліга       | І   | Г  | П  | О  | Штр |
| ---------- | --- | -- | -- | -- | --- |
| КХЛ        | 186 | 18 | 13 | 31 | 216 |
| Латвія     | 75  | 38 | 31 | 69 | 102 |
| Білорусь   | 123 | 35 | 36 | 71 | 288 |
| Чехія      | 10  | 0  | 0  | 0  | 0   |
| Фінляндія  | 57  | 4  | 15 | 19 | 96  |
| Україна    | 11  | 3  | 5  | 8  | 10  |
| Словаччина | 29  | 8  | 9  | 17 | 18  |

За національну збірну на чемпіонатах світу:
| Рік    | Команда | Турнір | Місце  |    | І | Г | П | О  | ШХ |
| ------ | ------- | ------ | ------ | -- | - | - | - | -- | -- |
| 2010   | Латвія  | ЧС     | 11-е   | 3  | 0 | 1 | 1 | 4  |    |
| 2011   | Латвія  | ЧС     | 13-е   | 6  | 3 | 1 | 4 | 2  |    |
| 2012   | Латвія  | ЧС     | 10-е   | 7  | 0 | 0 | 0 | 6  |    |
| 2015   | Латвія  | ЧС     | 13-е   | 7  | 0 | 0 | 0 | 0  |    |
| Усього | Усього  | Усього | Усього | 23 | 3 | 2 | 5 | 12 |    |